# Joe Eisma
Joe Eisma é um desenhista de histórias em quadrinhos americanas. Ilustra a série Morning Glories, publicada pela Image Comics desde 2010. Escrita por Nick Spencer, a série é a primeira publicação contínua criada pelo autor, com quem Eisma colaborou na minissérie Existence 3.0, publicada pela mesma editora, e rapidamente se tornaria um sucesso de público e crítica. O jornal USA Today chegou a comparar o inesperado e meteórico sucesso da revista ao da série de televisão Lost, uma das influências de Spencer para a trama. As primeiras cinco edições, lançadas entre setembro e dezembro de 2010, se tornaram um dos maiores sucessos de venda da editora, esgotando suas tiragens tão logo fossem disponibilizadas.
O trabalho de Eisma, Spencer e Rodin Esquejo - capista da série e co-responsável pelo design dos personagens - foi logo reconhecido pela crítica, e a série foi indicada ao Eisner Award nas categorias "Melhor Nova Série" e "Melhor Série Continuada" em 2011.